# John Peckham
John Peckham (Lewes, 1227 körül – Canterbury, 1292. december 8.) angol teológus és természettudományi író, Canterbury érseke.

## Élete és művei
Ferences-rendi szerzetes volt, és Robert Kilwardbyt követte Canterbury érseki székében. Teológiai Quaestiokat, természettudományos műveket (Perspectiva communis, Tractatus sphaerae, Theorica planetraum, Mathematicae rudimenta) és leveleket hagyott hátra maga után. Peckham egyházi költőként is jelentős, több rövidebb, és a Fülemile című hosszabb alkotása magyar nyelven is olvasható.

## Magyarul
- John Peckham himnusza a Szentháromságról In: Babits Mihály: Amor Sanctus – A középkor latin himnuszai, Magyar Szemle Társaság, Budapest, 1933, 174–176. o.
- A Fülemile In: Sík Sándor: Himnuszok könyve, Szent István Társulat, Budapest, 1943, 391–433. o.
- A Szentháromságról In: Szedő Dénes: Ferences himnuszok, Budapest, 1944, 23–25. o.
- A fülemile In: Szedő, i. m. 25–53. o.
- Élő ostya In: Szedő, i. m., 53–59. o.
- Áve, élő Áldozat In: Szedő, i. m., 59–60. o.